# Rabunek (górnictwo)

Rabowanie drewnianej obudowy za pomocą automatu na sprężone powietrze, fot. początek XX wieku

Rabunek – jeden ze sposobów podziemnej eksploatacji złóż (wybieranie z zawałem).
Istotą tego sposobu jest osiągnięcie zawału poprzez rabowanie obudowy, a tym samym usuwanie podparcia stropu podziemnego wyrobiska eksploatacyjnego. Jeżeli rabowanie (usuwanie) obudowy z miejsc wybranej kopaliny nie powoduje samoistnego załamania skał stropowych, wierci się w żądanej linii załamania otwory strzałowe które następnie wypełniane są ładunkami wybuchowymi i je odpala.
Górnik wykonujący rabunek nazywany jest górnikiem-rabunkarzem. Praca przy rabunku jest niebezpieczna z uwagi na duże ryzyko niekontrolowanego opadu i przemieszczenia skał. Do prac przy rabunku rabunkarze używają narzędzi m.in. ciągarek rabunkowych.